# Väsby konsthall
Väsby konsthall är en konsthall i Upplands Väsby.
Väsby konsthall invigdes 2 september 1995. Den grundades på initiativ av Ricardo Donoso i Optimus tidigare fabrikslokaler från 1908 i Upplands Väsby. Lokalerna består av två utställningshallar på sammanlagt cirka 300m², under ett glastak. Vid invigningen 2 september 1995 bildades Väsby Konsthalls Vänner med syfte att stödja konsthallen. Ricardo Donoso drev konsthallen till 2003, och är fortfarande (2016) dess konstnärliga ledare. År 2003 övertog vänföreningen driftsansvaret, med finansiellt stöd av Upplands Väsby kommun. 
I december 2021 lämnade Konsthallen lokalerna på Optimusvägen och flyttade i januari 2022 in i en ny lokal på Hammarbyvägen 16, intill Sigma centrum, Upplands Väsby. 
Konsthallen har en mångkulturell profil och arrangerar både samlings- och separatutställningar av såväl svensk som internationell konst.